# Annu Mäkelä
Annu Mäkelä (ur. 20 września 1982 w Kuortane) – fińska lekkoatletka specjalizująca się w skoku o tyczce.

## Osiągnięcia
- 4. miejsce podczas mistrzostw świata juniorów młodszych (Bydgoszcz 1999)
- medalistka mistrzostw kraju w różnych kategoriach wiekowych
- wielokrotna rekordzistka Finlandii

## Rekordy życiowe
- skok o tyczce – 4,12 (2000)
- skok o tyczce (hala) – 4,10 (2000)